# Gissur svarte
Gissur svarte (Gizurr svarti), även kallad gullbråskald (gullbrárskáld), var en isländsk furstelovskald vid 1000-talets början. Enligt Skáldatal var han hirdskald hos både Olof Skötkonung och Olav den helige, och i Heimskringla omtalas hur han vilt kämpande föll i slaget vid Stiklastad år 1030. Eftersom Gissur var fosterfar till skalden Hovgårda-Räv måste han ha varit minst 50 år vid sin död. Han bör alltså ha varit född omkring år 980 eller tidigare. Att "Gissur svarte" och "Gissur gullbråskald" är samme man anses helt klarlagt. Benämningen "svarte" anspelar nog på Gissurs hårfärg, medan han antas ha fått tillnamnet "gullbråskald" för att ha besjungit en kvinna med smeknamnet "gullbrá" (gyllene ögonbryn).
Det är känt att Gissur en längre tid uppehållit sig i Olof Skötkonungs hird, och att han tillsammans med skalderna Ottar svarte och Sighvat Tordsson spelade en inte obetydlig roll i försöken att skapa fred och försoning mellan svear och norrmän åren 1017 – 1018. Antagligen har Gissur stannat en tid hos Anund Jakob efter Olofs död – så som Ottar svarte gjorde – men källorna lämnar inga upplysningar om detta. Någon gång efter år 1022 kom Gissur till Olav den helige i Norge och, enligt Flatöboken, följde han kungen i exil till Gårdarike 1029.

## Verk
Endast en halvstrof ur vad som antas ha varit en drapa om Olof Skötkonung har bevarats. Den finns i Skáldskaparmál. Dessutom finns i Heimskringla en lausavísa ("lös vers") som Gissur uppges ha diktat kort före slaget vid Stiklastad.
Enligt en av versionerna av Skáldatal (Codex Upsaliensis) ska Gissur också ha besjungit Olav Tryggvason, men något sådant kväde har inte bevarats.
Gissur har fått ett vackert eftermäle i ett arvekväde författat av fostersonen Räv, som kom till Norge år 1030. En fullstrof av detta kväde har bevarats i Heimskringla, två halvstrofer finns i Skáldskaparmál.